# Ashley Montagu
Montague Francis Ashley-Montagu, egentlig Israel Ehrenberg, (født 28. juni 1905 i London, England, død 26. november 1999, Princeton, New Jersey, USA) var en britisk-amerikansk antropolog og forfatter som populariserede fagstof knyttet til race og køn, hvor han særlig fokuserede på disse emners tilknytning til politik og samfundsudvikling. Han var specialefterforsker (rapporteur) for UNESCOs udtalelse om racespørgsmål i 1950 (The Race Question).

## Baggrund
Ashley Montague blev født den 28. juni 1905 i London og givet navnet Israel Ehrenberg. Faderen Charles var en polsk født jødisk skrædder og moderen Mary en russisk født jøde. Han forandrede siden efternavnet til Montague efter Mary Montagu, en forfatter og tidlig feminist, som levede i 1700-tallet. Han tog også nye fornavn inspireret af andre forfattere, som han beundrede, og navnet Israel byttede han muligvis ud fordi, han var bange for, at antisemitiske holdninger ville gøre det til en hindring for ham. Da han etablerede en karriere i USA blev Ashley Montagu det faste navn, som han benyttede. Han blev amerikansk statsborger i 1940. Montagu var gift med Marjorie Peakes og parret havde tre børn.

## Karriere og bøger
Ashely Montague studerede fysiologisk antropologi ved University of London, og foretog derefter videre studier ved Columbia University, hvor han tog en PhD-grad i 1927 efter at have studeret under blandt andre Franz Boas.
Han blev kendt i 1940'erne for at hævde, at menneskeracer var en social konstruktion og ikke afspejlede en biologisk realitet. Han udgav bogen Most Dangerous Myth; The Fallacy of Race i 1942. Han blev den ledende person ved udformningen af UNESCOs udtalelse om race i 1950, The Race Question. Efter førsteudkastet blev mødt med kritik af flere forskere, blev det Montague, som omskrev det til den revideret version, men også denne version mødte kritik. En senere version uden Montagues medvirken blev udformet i 1951.
I 1953 udgav Montagu bogen The Natural Superiority of Women som argumenterede for, at mænd var en form for ufuldstændige kvinder og på mange måder kvinder underlegne i biologisk forstand. Bogen blev både kontroversiel og indflydelsesrig.
Han afgik som professor ved Rutgers University i 1955.
Ashley Montagu udgav i alt over 60 bøger, foruden om race og køn skrev han også blandt andet om menneskelig anatomi, intelligens, ægteskab, hvorfor mennesker græder, en historie om banning og en bog om elefantmanden, som udkom i 1971.
Montagu blev også kendt i almenheden gennem optrædener i TV-program som Carson's Tonight show og The Donahue Show.

## Forfatterskab
Montagus forfatterskab:
- The Anthropological Significance of the Pterion to the Primates; Reprint from the American Journal of Physical Anthropology, 1933.
- Coming Into Being Among the Australian Aborigines, B. P. Dutton, 1938.
- Edward Tyson, M.D., F.R.S. 1650-1708, American Philosophical Society, 1943.
- The Human Organism and Reproduction, Heredity and Growth, Delphian Society, 1949.
- On Being Human, First Edition, Hawthorn, 1950.
- Darwin, Competition & Cooperation, Henry Schuman, 1952.
- The Natural Superiority of Women, The Macmillan Company, 1953
- The Direction of Human Development, Harper & Bros., 1955.
- The Reproductive Development of the Female, Julian Press, 1957.
- Anthropology and Human Nature, Porter Sargent, 1957.
- The Cultured Man, World Publishing, 1958.
- Education and Human Relations, Grove Press, 1958.
- A Handbook of Anthropometry, Charles C. Thomas, 1960.
- An Introduction to Physical Anthropology, Charles C. Thomas, 1960.
- Man In Process, World Publishing, 1961.
- Prenatal Influences, Charles C. Thomas, 1961.
- The Humanization of Man, World Publishing, 1962.
- The Dolphin in History, (sammen med John Lilly), University of California, 1963.
- Human Heredity, World Publishing, 1963.
- The Science of Man, Odyssey Survey Book, 1964.
- Life Before Birth, Longmares Green, 1964.
- The Human Revolution, World Publishing, 1965.
- The Idea of Race, University of Nebraska, 1965.
- Up The Ivy, Hawthorn Book, 1966.
- The American Way of Life, G.P. Putnam's, 1967.
- On Being Human, Paperback, Hawthorn, 1967.
- The Anatomy of Swearing, Macmillan, 1967.
- The Prevalence of Nonsense, (sammen med Edward Darling), Harper & Row, 1967.
- Man Observed, G. P. Putnam's, 1968.
- Man's Evolution, (sammen med C. L. Brace), Macmillan, 1968.
- Sex, Man and Society, G. P. Putnam's, 1969.
- Man: His First Two Million Years, Columbia University, 1969.
- The Ignorance of Certainty, with Edward Darling, Harper & Row, 1970.
- The Direction of Human Development, Hawthorn, 1970.
- America As I See It, Seibido, 1971.
- The Elephant Man, Outerbridge & Dienstfrey / Allison & Busby,  1971.
- Immortality, Religion and Morals, Hawthorn Books, 1971.
- Man and the Computer, (sammen med Samuel Snyder), Auerbach Publishing, 1972.
- On Being Intelligent, Greenwood Press, 1973.
- The Nature of Human Aggression, Oxford, 1976.
- The Human Connection, McGraw-Hill, 1979.
- Reproductive Development of the Female, 3rd Edition, PSG Publishing, 1979.
- Growing Young, McGraw-Hill, 1981.
- The Dehumanization of Man, (sammen med Floyd Matson), McGraw-Hill, 1983.
- Humanity Speaking to Mankind, Asahi, 1985.
- The Peace of the World, Kenkyusha, 1987.
- The Story of People, Kinseido, 1988.
- Coming Into Being, Asahi Press, 1988.
- The World of Humanity, Seibido, 1988.